# Anaretella bhokarensis
Anaretella bhokarensis är en tvåvingeart som beskrevs av Deshpande, Shaikh och Sharma 2002. Anaretella bhokarensis ingår i släktet Anaretella och familjen gallmyggor. Inga underarter finns listade i Catalogue of Life.